# Andrea Jerom
Andrea Jerom (15 de septiembre de 1998) es una deportista canadiense que compite en taekwondo. Ganó una medalla de plata en el Campeonato Panamericano de Taekwondo de 2016 en la categoría de –53 kg.

## Palmarés internacional
| Campeonato Panamericano | Campeonato Panamericano | Campeonato Panamericano | Campeonato Panamericano |
| Año                     | Lugar                   | Medalla                 | Categoría               |
| ----------------------- | ----------------------- | ----------------------- | ----------------------- |
| 2016                    | Querétaro (México)      | Medalla de plata        | –53 kg                  |